# Yamhill District és Morrison/Southwest 3rd Avenue megállóhelyek
Yamhill District és Morrison/Southwest 3rd Avenue megállóhelyek a Metropolitan Area Express kék és piros vonalainak megállói az Oregon állambeli Portlandben, a Yamhill Történelmi Negyedben. 2004 és 2009 között a sárga vonal is megállt itt, de annak megállóját a Portland Transit Mallhoz helyezték át.
A Yamhill és Morrison utcákban elterülő megállók szélső peronosak, a vonatokra a járdáról lehet felszállni. A megállók korábban a Portland Transit Mall keleti végállomása voltak.
| Előző állomás                                         |  | Metropolitan Area Express |  | Következő állomás                                               |
| ----------------------------------------------------- |  | ------------------------- |  | --------------------------------------------------------------- |
| Mall/SW 4th Avecsak az egyik irányban                 |  | Kék vonal                 |  | Oak Street/SW 1st Avetovább Cleveland Avenue felé               |
| Mall/SW 5th Avetovább Hatfield Government Center felé |  | Kék vonal                 |  | Oak Street/SW 1st Avetovább Cleveland Avenue felé               |
| Mall/SW 4th Avecsak az egyik irányban                 |  | Piros vonal               |  | Oak Street/SW 1st Avetovább Portland International Airport felé |
| Mall/SW 5th Avetovább Beaverton pályaudvar felé       |  | Piros vonal               |  | Oak Street/SW 1st Avetovább Portland International Airport felé |

## Fordítás
- Ez a szócikk részben vagy egészben  a   Yamhill District and Morrison/Southwest 3rd Avenue című angol Wikipédia-szócikk ezen változatának fordításán alapul.  Az eredeti cikk szerkesztőit annak laptörténete sorolja fel. Ez a jelzés csupán a megfogalmazás eredetét és a szerzői jogokat jelzi, nem szolgál a cikkben szereplő információk forrásmegjelöléseként.